# Lijst van geschriften van Bahá'u'lláh
Bahá'u'lláh, stichter van het bahá'í-geloof, schreef vele boeken, tafelen en gebeden, waarvan tot nu toe slechts een fractie in het Engels, en nog minder in het Nederlands, is vertaald. Ongeveer twee derde van de teksten is in het Arabisch en een derde in het Perzisch, of een combinatie van beide talen. Hij schreef duizenden tafelen met een totaal volume van meer dan 70 keer de grootte van de Koran en meer dan 15 keer de grootte van het Oude en Nieuwe Testament van de Bijbel.
De onderstaande lijst, gerangschikt naar de steden waarin Bahá'u'lláh verbleef terwijl hij schreef de tafel schreef, is niet compleet, maar toont alleen de meest bekende geschriften van Bahá'u'lláh.

## Teheran
1852
- Rashh-i-'Amá, "Besprenkeling van een Wolk"

## Bagdad
1854
- Lawh-i-Kullu'-Ta'ám, "Tafel van alle Voedsel"

## Sulaimaniya, Koerdistan
1855
- Qasídiy-i-Varqá'íyyih, “Ode van de Duif "

## Bagdad
1857
- Sahífiy-i-Shattíyyih, "Boek van de rivier de Tigris"

1857/58
- Chahar Vadi, "Vier Valleien "
- Kalimat-i-Maknúnih, "Verborgen Woorden"

1857/63
- Haft Vadi, "Seven Valleys"
- Hurúfát-i-'Álín, "De verheven Letters"
- Javáhiru'l-Asrar, " Edelstenen van goddelijke mysteriën "
- Lawh-i-Áyiy-i-Nur, "Tafel van het 'Licht Vers" [van de Koran]), ook bekend als Tafsir-i-Hurúfát-i-Muqatta'ih, "Commentaar op de geïsoleerde Letters" [Muqatta'at]
- Lawh-i-Fitnih, "Tafel van de test"
- Lawh-i-Húríyyih, "Tafel van de Maagd"
- Madínatu'r-Rida, "Stad van Glans"
- Madínatu't-Tawhid, "City van Eenheid"
- Shikkar-Shikan-Shavand, "Zoetgeurend Wezen"
- Súriy-i-Nush, " Tafel van Advies"
- Súriy-i-Qadir, "Soera van de Almachtige"
- Asl-i-Kullu'l-Khayr, "Woorden van Wijsheid "

1858/63
- Subhana-Rabbíya'l-A'la, "Lof aan de Almachtige Heer"
- Lawh-i-Ghulámu'l-Khuld, "Tafel van de Eeuwige Jeugd"
- Hur-i-Ujáb, "De Wonderlijke Maagd"
- Az-Bagh-i-Ilahi, "Uit de Tuin van Heiligheid"

1862
- Kitáb-i-Íqán, "Het Boek van Zekerheid"

1863
- Lawh-i-Ayyub, "Tafel van Job"
- Lawh-i-Malláhu'l-Quds, "Tafel van de Heilige Zeevaarder"

## Op de weg naarConstantinopel
1863
- Lawh-i-Hawdaj, "Tafel van de howdah [een zetel voor het berijden van een kameel]"

## Constantinopel
1863
- Subhánika-Ya-Hu, "Geprezen zijt Gij, o Hij!", Ook bekend als Lawh-i-Naqus, "Tafel van de Bel"

## Adrianopel
1864
- Súriy-i-'Ibád, "Tafel van de Dienaren"
- Lawh-i-Salman, "Eerste Tafel aan Salman"

1864/66
- Lawh-i-Laylatu'l-Quds, "Tafel van de Heilige Nacht"

1864/68
- Lawh-i-Siraj, "Tafel aan Siraj"
- Mathnavíy-i-Mubarak, "Gezende Mathnaví [verzameling van poëzie]"
- Súriy-i-ashab, "Soera van de Metgezellen"
- Súrihs van Hajj, "Tafelen van de Bedevaart"

1865
- Lawh-i-Ahmad, "Tafel van Ahmad," Arabisch
- Lawh-i-Ahmad, "Tafel van Ahmad," Perzisch

1865/66
- Lawh-i-Bahá, "Tafel van Glorie"
- Súriy-i-Damm, "Tafel van Bloed”

1866
- Lawh-i-Ruh, 'Tafel van Geest "
- Lawh-i-Khalil, "Tafel aan Jinab Khalil-i [‘de vriend’]"

1866/68
- Lawh-i-Ashraf, "Tafel aan Ashraf [‘de edele’]"
- Lawh-i-Nasir, "Tafel aan Nasir [‘de verdediger’]"

1867
- Lawh-i-Sayyáh, "Tafel van de reiziger"

1867/68
- Súriy-i-Mulúk, "Tafel aan de Koningen”
- Kitáb-i-Badí ', "Het Wonderlijke Boek"
- Súriy-i-Ghusn, "Tafel van de Tak"

1867/69
- Lawh-i-Sultan, "Tafel aan de Sultan [sjah Naser ed-Din Kadjar]"

1867
- Lawh-i-Napulyún, "Eerste Tafel aan Napoleon III"

## Onderweg naarAkko
1868
- Súriy-i-Ra'ís, "Tafel aan Premier [Ali Pasha]"

## 'Akká
1868
- Lawh-i-Salman II, "Tweede Tafel aan Salman"
- Lawh-i-Ra'ís, " Tafel aan de Premier [Ali Pasha]"

1868/70
- Lawh-i-Malik-i-Rus, " Tafel aan tsaar Alexander II"
- Lawh-i-Malikih, " Tafel aan koningin Victoria"
- Lawh-i-Pisar-'Amm, " Tafel aan de Neef"

1869
- Lawh-i-Ridván, "Tafel van Ridván"
- Lawh-i-Fu'ád, " Tafel Fu'ád Pasha "
- Lawh-i-Napulyún, "Tweede Tafel aan Napoleon III
- Lawh-i-pap, "Tafel aan Paus Pius IX"
- Súriy-i-Haykal, "Tafel van de Tempel"

1870/75
- Lawh-i-Tibb, "Tafel van Geneeskunde"

1870/77
- Lawh-i-Mánikchí Sahib, " Tafel aan Mánikchí"
- Lawh-i-Haft Purshish, "Tafel van de Zeven Vragen"

1871
- Lawh-i-Qad Ihtaraqa'l-Mukhlisún, "De Vuurtafel"

1873
- Kitáb-i-Aqdas, "Het Heiligste Boek"
- Lawh-i-Ru'yá, "Tafel van Visie"

1873/74
- Lawh-i-Hikmat, "Tafel van Wijsheid"

## Mazra'ih enBahjí
1877/79
- Lawh-i-Burhan, "Tafel van het Bewijs"

1879/91
- Tajallíyát, "Openbaringen"
- Bisharat, "Blijde Tijdingen"

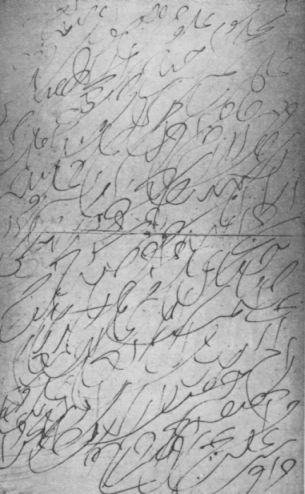
'Openbaringsschrift': de eerste versie van een pagina uit de Tajallíyát van Bahá'u'lláh

- Lawh-i-Ittihad, "Tafel van Eenheid"
- Súriy-i-Vafá, "Tafel aan Muhammad Husayn", "Vafá" [‘trouw’]
- Kalimat-i-Firdawsíyyih, "Woorden van het Paradijs"
- Lawh-i-Aqdas, "De Allerheiligste Tafel"
- Lawh-i-Ard-i-Bá, "Tafel van het Land van 'Bá' [Beiroet]"
- Kitáb-i-`Ahdí," Boek van Mijn Verbond "
- Lawh-i-Dunya, "Tafel van de Wereld"

1882
- Lawh-i-Maqsúd, "Tafel aan Maqsúd"

1885/88
- Ishráqát, “Pracht"

1888
- Tarázát, “Ornamenten"

1891
- Lawh-i-Times, " Tafel aan The Times"
- Lawh-i-Karmil, "Tafel van [berg] Karmel"
- Lawh-i-Ibn-i-Dhib, "Brief aan de Zoon van de Wolf"